# Чанка (Кавказ)
Чанка (чанка-беки, джанка, джанка-беки) — уникальный для Кавказа разряд населения, представлявший собой потомков от браков представителей феодальных домов и местных узденей (свободных дагестанцев), причём не важно, в каком уже поколении.
Формировались в немногочисленную, но весьма нестабильную прослойку дагестанского общества между феодалами и узденами. Во многих случаях они подкрепляли власть истинных феодалов, становясь наследственными главами своих общин. Но иногда открыто выступали становясь во главе узденей, организовывали беспорядки, захватывали власть, мстили родичам феодалам позволявшим себе заносчивое отношение с «незаконнорождёнными».
Достоинство чанка-беков было наследственным среди его потомков и в определённой степени привилегированным, однако чанка-бек не мог наследовать долю имущества отца-феодала, а сохранял только долю, полученную от него при жизни в качестве подарков.
В Казикумухском ханстве в позднее в округе чанки проживали в таких сёлах как
Гухал (Табахлю) , Унчукатль, Караша, Камаша, Шахува, Куши, Турчи, Шитли, Бягеклю, Варайми, Кигярчи, Хути, Хурхи, Хъуна, Дучи, Щар, Тухчар, Цущар, Сумбатль, Кули, Хосрех, Вихли, Виратти.
В 1867 г. сословно-поземельная комиссия в разных лакских селениях Казикумухского округа (Кумух, Халапхи, Дучи, Бегеклю, Пара, Марки, Цущар, Кули) определила и признала 48 человек потомков хана Сурхая-Хъунбутта, которые были наделены царской администрацией всеми  привилегиями для «знатной» верхушки.  На поддержку отпрысков ханских семей министерством финансов было передано 40062 руб 40 коп. Так же в 1886 году, во время переписи в лакских сёлах, указывались хозяйств чанков.  
Наибольшее количество семей чанков среди всех лакских сел (1886г.) было отмечено в селении Кули (42 хозяйства за номерами 10-26, 29-34, 36-38, 41, 82, 85, 99, 103, 104, 117, 173-176, 179, 182, 185, 193, 201 и 246)
Если некоторые тухумы лакских чанков вели происхождение от Сурхай-хана Кази-Кумухского то насчёт многих, как пишет А. Каяев, ничего не известно, они сами не знают, от кого происходят.
Сурхай-хан ll Кази-Кумухский был чанка
Второй Имам Дагестана Гамзат-бек был по происхождению чанкой.
В августе 1884 года по показанием некоторых жителей селений Тилитль, Гонода, Ругуджа, Ури, Зиура и Гоготль в присутствии члена комиссии для окончания сословно-поземельного вопроса в частях Кавказского края военно-народного Управления подполк. Симонова, показали: что их предки от чанков Тилитля и Гонода переселились из Казикумуха в наши настоящее местожительства и они происходят из рода казикумухских ханов. Время переселения предков они определить не могут так как это было давно. Документы же их уничтожили мюриды Шамиля, убив 25 человек их отцов и родственников. Так же ругуджинские беки и чанки тоже происходят из дома казикумухских ханов и предок их по имени Султан переселился в сел. Ругуджа при Чулак-хане Казикумухском 13, по причине происшедшего в Кумухе возмущения. Когда же поселились  предки, чанков Ури и Зиури, в этих селениях и откуда происходят их фамилии они точно сказать не могут: это было очень давно. Предки Гоготля чанков пришли из Тилитля и они из одного тухума с тилитлинскими чанки.
Отдалённым аналогом чанков были дети боярские на Руси и имперские рыцари в Германии.